# Felméri erődtemplom
A felméri erődtemplom egy szász evangélikus erődtemplom Romániában, Brassó megyében. A 13. században épült bazilikális stílusban, a 15. század végén erődítették és átépítették, oldalhajóit lebontották. A 20. század eleje óta nem végeztek rajta karbantartási munkálatokat, a templom és kerítőfala elromosodott, berendezésének nagy részét elszállították. A romániai műemlékek jegyzékében a BV-II-a-B-11697 sorszámon szerepel.

## Története
Építése 1250 köré tehető, bár Léstyán ennél korábbra teszi az időpontot a román stílusjegyek alapján. Ez a régi épület bazilikális elrendezésű volt, és fennmaradt belőle az apszis és a kórus része. A török betörések miatt a 15. század végén átépítették az épületet: a szentély falait megerősítették, az oldalhajókat pedig lebontották, helyükre védemeletet tartó támpillérek kerültek. A templom gótikus stílusjegyeket kapott, és ugyanebben az időszakban egy megközelítőleg négyzet alaprajzú védőfalat építettek a templom köré, öt toronnyal.
A reformáció alkalmával a templom evangélikus lett. Orgonáját 1780-ban készítette Johannes Prause, és ez volt az első általa épített orgona. Harangtornya csak 1795-ben készült el, ebből az alkalomból a védőfal nyugati részét kinnebb helyezték. 1800-ban a hajót újraboltozták, új diadalívet létesítettek, az északi támpilléreket megerősítették, a védemeletet eltávolították. 1837-ben megnagyobbították az ablakokat (így elveszítették román jellegüket) és megépítették a karzatot. 1866-ban renoválták a harangtornyot. 1909-ben a déli részen lebontott kerítőfal helyén építették fel a szász iskola új épületét.
Az utolsó istentiszteletet 1996-ban tartották. Mivel több, mint egy évszázada nem végeztek rajta karbantartási munkálatokat, a templom romos állapotba került, harangtornyán repedés fut végig, a vakolat sok helyen teljesen hiányzik. A 2010-es években egy civil szervezet az erődtemplom megmentését, felújítását vette tervbe.

## Leírása
A falu északkeleti részén, alacsony dombon helyezkedik el. Román és gótikus stílusjegyeket viselő csarnoktemplom; a régi bazilikából az apszis és a kórus-rész maradt fenn. A 18. századi harangtorony négyzet alaprajzú, háromszintes; a második szinten ovális, a harmadikon téglalap alakú, felül boltíves nyílások láthatóak. Mivel ekkor már nem volt szükség védelmi szerep betöltésére, nincsenek lőrései. A piramis alakú tető felül kicsúcsosodó, nyolcszögletű sisakot visel.
Belterében megmarad a klasszicista berendezés néhány eleme, mint például a diadalív északi pilléréhez csatlakozó szószék és az oltárkép nélküli oltár. Az orgonát a fogarasi evangélikus templomba szállították. A karzatra a déli oldalon, falépcsőkön lehet feljutni; az északi karzaton emléktábla van az első világháborúban elesettek nevével. Az apszis déli fülkéjében a falba vésett lépcsőfokok láthatók, itt volt egykor az oltár feletti orgonakarzatra vezető lépcső.
A kerítőfal északi része és két védőtornya ma is áll, a déli részt 1909-ben, az iskola építésekor (mely mára elpusztult) lebontották. Az erődítményt vizesárok vette körül.

## Képek

Alaprajz (pirossal az elpusztult építmények)
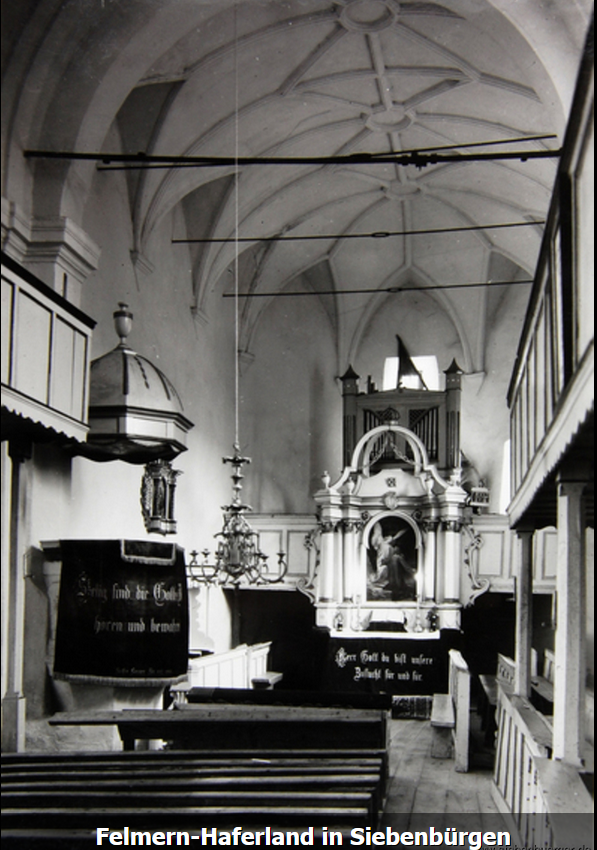
A beltér a 20. században
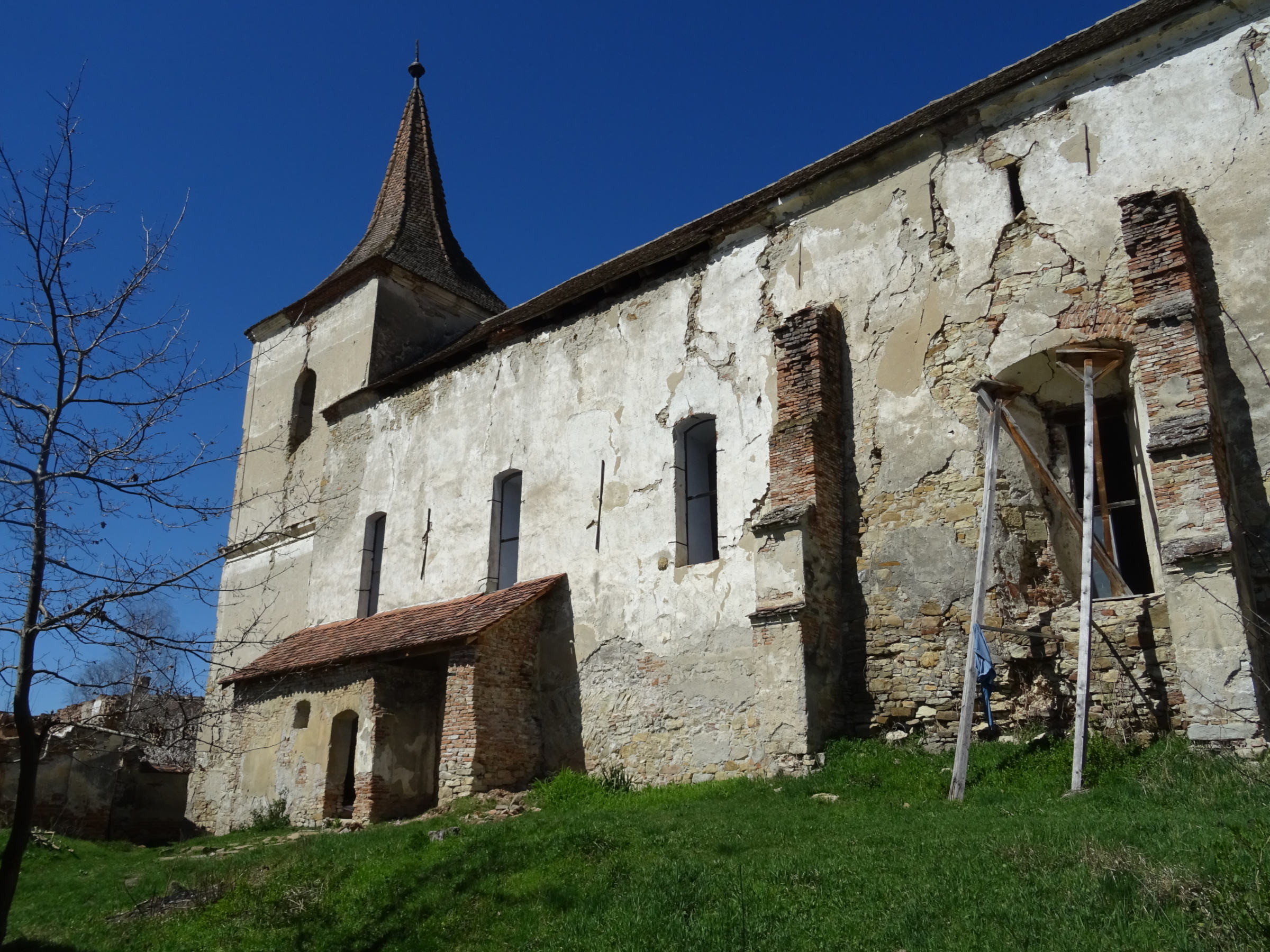
A templomépület 2024-ben
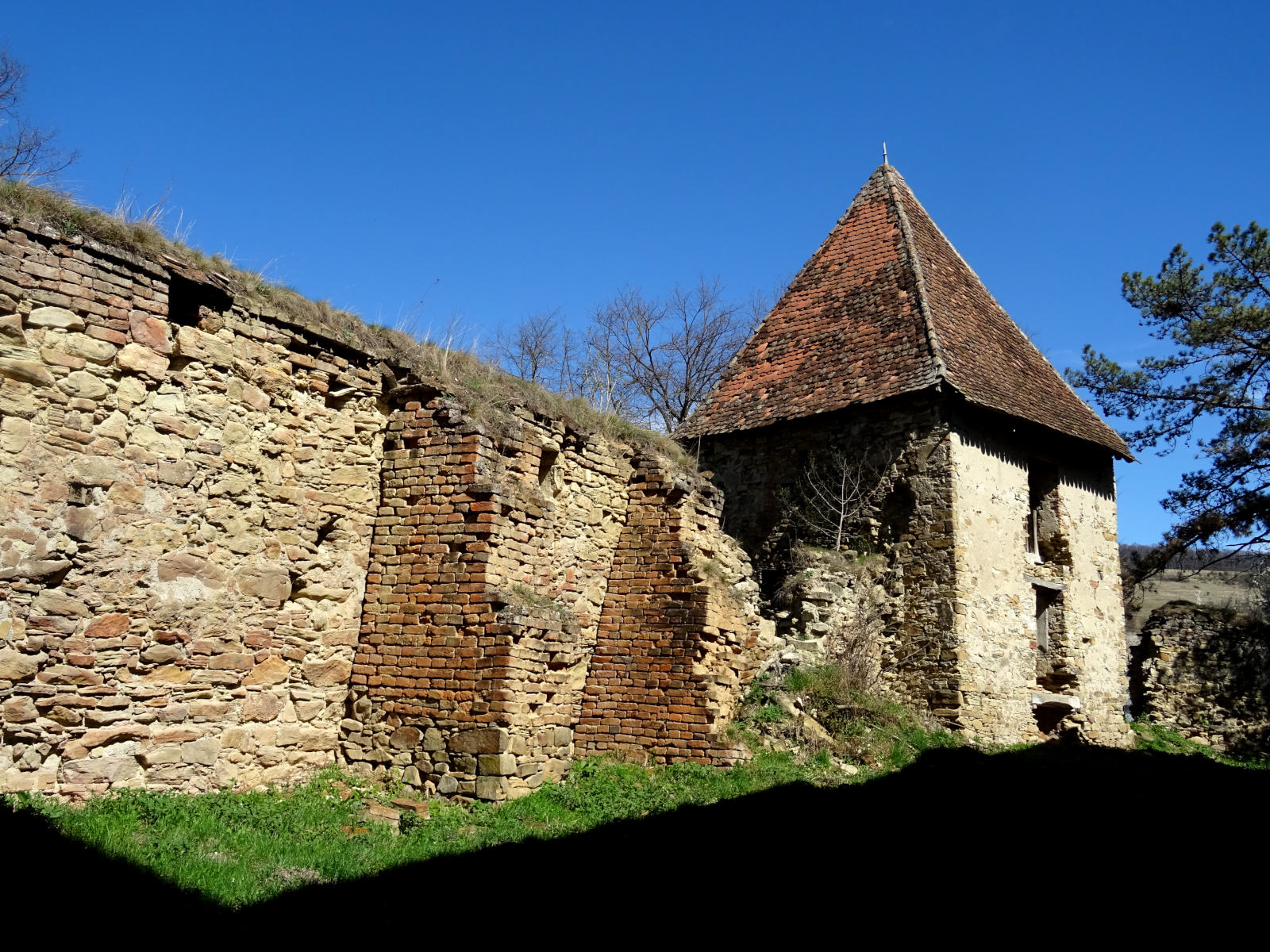
A várudvar